# قدیس قلعه واشینگتن
قدیس قلعه واشینگتن (به انگلیسی: The Saint of Fort Washington) فیلمی محصول سال ۱۹۹۳ و به کارگردانی تیم هانتر است. در این فیلم بازیگرانی همچون مت دیلون، دنی گلاور، ریک آویلز، نینا شیماشکو، وینگ ریمز و جو سنکا ایفای نقش کرده‌اند.